# اندری شاپووالوف
اندری شاپووالوف (انگلیسی: Andrii Shapovalov؛ زادهٔ ۱۰ نوامبر ۱۹۹۳) بازیکن بسکتبال اهل اوکراین است.